# Một ngôi nhà, ba câu chuyện
Một ngôi nhà, ba câu chuyện (tên gốc tiếng Anh: The House) là tuyển tập phim hoạt hình stop-motion cho người lớn của Anh năm 2022 do Enda Walsh viết kịch bản, kể về ba câu chuyện khác nhau với các thế giới và nhân vật khác nhau, nhưng tất cả đều lấy bối cảnh trong cùng một ngôi nhà. Dù ban đầu được định hướng là một phim truyền hình, tác phẩm đã được chuyển thành một phim điện ảnh tuyển tập, được Nexus Studios ở London sản xuất cho Netflix. Một ngôi nhà, ba câu chuyện kể ba câu chuyện khác nhau, với câu chuyện đầu tiên do bộ đôi Emma de Swaef và Marc James Roels đạo diễn, câu chuyện thứ hai do Niki Lindroth von Bahr đạo diễn, và câu chuyện cuối cùng do Paloma Baeza đạo diễn. Các đạo diễn được đề tên cho từng câu chuyện với phân đoạn tương ứng, cùng với đó là Johannes Nyholm đảm nhiệm vai trò đồng biên kịch cho câu chuyện thứ hai.

## Nội dung

### I – Và nghe đâu đó, một lời nói dối
Cô bé Mabel sống với cha Raymond, mẹ Penny và em gái mới sinh Isobel trong cảnh nghèo khó. Một đêm Raymond gặp kiến trúc sư Van Schoonbeek bí ẩn ở trong rừng và chấp nhận lời mời chuyển đến một ngôi nhà sang trọng do vị kiến trúc sư này xây cho họ. Sau khi chuyển đến ngôi nhà mới, Mabel nhận thấy một số điều kỳ lạ về ngôi nhà, nhưng cha mẹ cô bé lại dường như bị nó mê hoặc. Dần dần, Raymond ngày càng bị ám ảnh bởi chiếc lò sưởi thắp mãi không lên lửa, còn Penny ngày càng dành nhiều thời gian hơn để may rèm. Riêng Mabel nhận thấy cách bài trí của ngôi nhà liên tục bị vị kiến trúc sư sửa sang một cách vô lý. Cha mẹ Mabel bắt đầu mặc trang phục do Van Schoonbeek thiết kế – vốn giống với đồ nội thất mà họ yêu thích là ghế và rèm cửa. Một đêm khám phá ngôi nhà, Mabel và Isobel thấy mình như bị lạc trong mê cung. Cả hai tình cờ gặp Thomas, nhân viên của Van Schoonbeek, và Thomas đã thú nhận ông trước giờ chỉ nói theo kịch bản do Van Schoonbeek chuẩn bị. Theo gợi ý của Thomas, Raymond cuối cùng cũng có thể nhóm lửa lò sưởi bằng cách đốt những món đồ từ căn nhà cũ của gia đình. Khi hai chị em Mabel tìm thấy cha mẹ mình, họ thấy cả hai đã biến thành chiếc ghế và cái rèm. Ngọn lửa của lò sưởi lan rộng khiến căn phòng bốc cháy, Raymond và Penny như thức tỉnh và tuyệt vọng thúc giục con gái chạy thoát ra ngoài. Trốn thoát trong khi cha mẹ bị thiêu sống, hai chị em Mabel và Isobel quan sát ngôi nhà từ xa khi Mặt Trời dần mọc.

### II – Thất bại là sự thật không thể thắng được
Ở thế giới loài chuột, một nhà kinh doanh đang tiến hành cải tạo ngôi nhà, và tương lai kinh tế của anh phụ thuộc vào việc bán được căn nhà. Để giảm chi phí, anh tự mình làm tất cả công việc và nhanh chóng phát hiện trong nhà có quá nhiều bọ lông và ấu trùng con, dù thực hiện nhiều biện pháp khác nhau để loại bỏ chúng nhưng vẫn vô ích. Vào ngày xem nhà, khách khứa không ấn tượng với ngôi nhà; kết ngày, một cặp vợ chồng chuột có hình dáng kỳ lạ vẫn ở lại và bày tỏ mối quan tâm tới ngôi nhà. Nhà kinh doanh đã để họ ở lại qua đêm. Vài ngày tiếp theo, cặp vợ chồng kỳ lạ vẫn ở trong ngôi nhà, đồng thời mời thêm nhiều thành viên trong gia đình mình ghé xem nhà. Nhà kinh doanh đe dọa sẽ giết cặp đôi bằng axit boric, nhưng cuối cùng anh lại hít phải một chất độc và ngất xỉu. Cặp đôi chuột kỳ quặc đã đón nhà kinh doanh từ bệnh viện và đưa anh về nhà, nơi cả gia đình cặp đôi tổ chức cho anh một bữa tiệc chào mừng trở lại. Cuối cùng, gia đình chuột kỳ lạ này bắt đầu tàn phá ngôi nhà, trèo lên tường và nhai mọi thứ giống như bọ lông và ấu trùng.

### III – Hãy lắng nghe lần nữa và tìm kiếm sự thật
Ở thế giới loài mèo, cô chủ mèo Rosa luôn mơ ước khôi phục lại vẻ đẹp rực rỡ trước đây của ngôi nhà mình đang ở. Tuy nhiên, cô gặp khó khăn về tài chính và hai người thuê nhà là Elias và Jen không chịu trả tiền thuê nhà mặc cho cô nài nỉ. Khi đối tác của Jen là Cosmos – một thợ thủ công – đến thăm, Rosa nhờ anh sửa chữa ngôi nhà, nhưng vô cùng tức giận khi biết anh ta đã xé tấm ván sàn tầng trên để đóng một chiếc thuyền cho Elias. Rosa đau đớn khi biết Elias muốn rời đi; khi Elias khởi hành trên chiếc thuyền tạm bợ, Rosa vô cùng thất vọng. Khi nước biển dâng và sương mù tràn vào nhà, và Jen cũng chuẩn bị rời ngôi nhà để đi với Cosmos, Jen đưa Rosa vào trạng thái ma mị. Trong mơ cô thấy ngôi nhà bị phá hủy và bạn bè bỏ rơi cô. Rosa tỉnh dậy, thấy Jen và Cosmos đang chèo thuyền đi xa, kêu gọi Rosa tham gia cùng họ, nhưng chiếc thuyền đã đi quá xa. Nhớ đến một chiếc đòn bẩy khổng lồ kỳ lạ mà Cosmos đã dựng trước ngôi nhà cho cô, Rosa đẩy chiếc đòn bẩy, và ngôi nhà bỗng biến thành một con tàu nổi. Dưới lời động viên của Jen, Cosmos và Elias trở lại, Rosa điều khiển ngôi nhà nổi trốn thoát khi cơn lũ phá hủy các lớp nền xung quanh. Và cả bốn người cùng nhau ra khơi.

## Lồng tiếng
I – Và nghe đâu đó, một lời nói dối
- Mia Goth vai Mabel
- Claudie Blakley vai Penelope
- Matthew Goode vai Raymond
- Mark Heap vai Ngài Thomas
- Miranda Richardson vai Dì Clarice
- Josh McGuire vai Bác Georgie
- Stephanie Cole vai Dì cố Eleanor

II – Thất bại là sự thật không thể thắng được
- Jarvis Cocker vai Nhà phát triển
- Yvonne Lombard vai Người vợ kỳ lạ
- Sven Wollter vai Người chồng kỳ lạ
- Tommy Hibbits vai Cảnh sát #1
- Ayesha Antoine vai Cảnh sát #2

III – Hãy lắng nghe lần nữa và tìm kiếm sự thật
- Susan Wokoma vai Rosa
- Helena Bonham Carter vai Jen
- Paul Kaye vai Cosmos
- Will Sharpe vai Elias

## Sản xuất
Một ngôi nhà, ba câu chuyện được công bố lần đầu tiên vào tháng 1 năm 2020, trong đó tuyển tập này sẽ được sản xuất tại chi nhánh Nexus Studios ở London cho Netflix. Nexus có ba nhóm đạo diễn để kể câu chuyện về ba thế hệ gia đình khác nhau trong cùng một ngôi nhà. Tại Liên hoan phim hoạt hình quốc tế Annecy diễn ra vào tháng 6 năm 2021, dàn diễn viên lồng tiếng cho mỗi câu chuyện được công bố. Tháng 11 năm 2021, những hình ảnh đầu tiên của tuyển tập được tiết lộ cùng với ngày phát hành là 14 tháng 1 năm 2022. Đoạn trailer đầu tiên được đăng tải vào tháng 12 năm 2021.

## Đón nhận
Trên hệ thống tổng hợp kết quả đánh giá Rotten Tomatoes, phim nhận được 97% lượng đồng thuận dựa theo 31 bài đánh giá, với điểm trung bình là 7,4/10. Các chuyên gia của trang web nhất trí rằng, "Cho dù bạn là người yêu thích dòng phim hoạt hình stop-motion hay chỉ đơn giản là đang tìm kiếm một thứ gì đó sâu sắc, lôi cuốn đến kỳ dị, thì Một ngôi nhà, ba câu chuyện sẽ cho bạn cảm giác như đang ở nhà." Trên trang Metacritic, phần phim đạt số điểm 71 trên 100, dựa trên 10 nhận xét, chủ yếu là những lời khen ngợi.